# Asclepias bifida
Asclepias bifida là một loài thực vật có hoa trong họ La bố ma. Loài này được W.H.Blackw. mô tả khoa học đầu tiên năm 1964.